# Ehrenreich Wilhelm Gottlieb von Besser

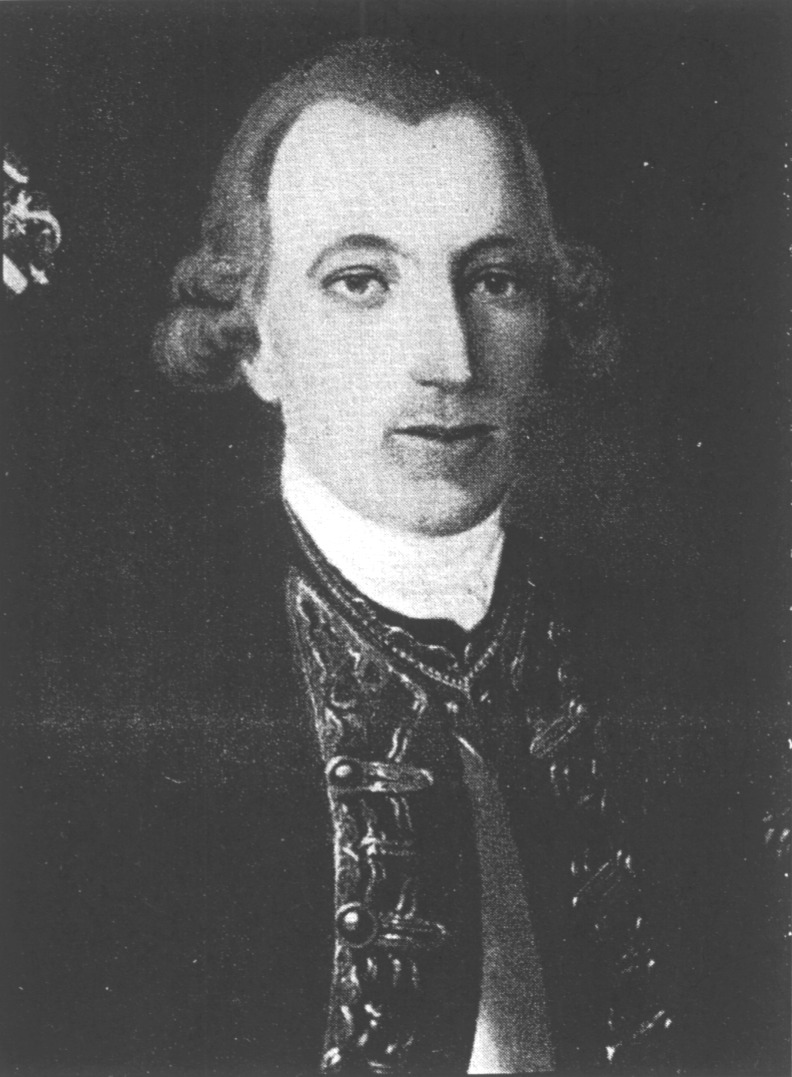
Ehrenreich Wilhelm Gottlieb von Besser

Ehrenreich Wilhelm Gottlieb von Besser (* 4. Januar 1740 in Lübben; † 19. Juni 1807 in Königsberg) war ein preußischer Generalleutnant, Chef des Infanterieregiments Nr. 14, Kommandant der Festung Gaudenz sowie Erbherr auf Peterwitz und Freistadt in Westpreußen.

## Leben

### Herkunft
Sein Vater war der polnische und kursächsische Oberamtmann Karl Christoph von Besser (1705–1774), seine Mutter war dessen Ehefrau Johanna Friedericke Eleonore von Kratz († 1754). Der Vater war auch Bürgermeister von Lübben und wurde am 24. März 1768 in den Adelsstand erhoben. Der sächsische Generalmajor Johann Christian Gotthilf von Besser (1737–1806) war sein Bruder.

### Militärkarriere
Besser wurde 1756 Gefreitenkorporal im Grenadier Garde Bataillon Nr. 6. Er nahm damit am Siebenjährigen Krieg teil und wurde 1761 Sekondeleutnant. Besser hatte dann aber das Pech, König Friedrich II. die schlechte Nachricht von der Kapitulation der Festung Schweidnitz überbringen zu müssen. Daraufhin wurde er kassiert, d. h. entlassen. 1763 wurde Besser wieder angestellt und kam in das Grenadierbataillon „Plotho“ Nr. 4. 1768 wurde er Premierleutnant und kam 1773 als Stabskapitän in das Infanterieregiment „Rohr“. 1776 wurde Besser Kapitän und Kompaniechef. Er nahm am Bayerischen Erbfolgekrieg teil und wurde 1784 Major und Kommandeur der Grenadiere. 1792 wurde er Oberstleutnant und 1794 Oberst. In den Jahren 1794/96 nahm er an den Kämpfen in Polen teil. 1798 wurde er Kommandeur des Infanterieregiments „Mosch“ und 1799 Generalmajor.
Am 1. Oktober 1799 erhielt er das Infanterieregiment „von Burghagen“ als Chef. In der Garnison in Bielefeld baute er eine Regimentsschule und erhielt dafür 1804 den Pour le Mérite. Bereits 1803 erhielt ihn das Infanterieregiment „von Hohenlohe-Ingelfingen“ als Chef. 1806 wurde er Kommandant der Festung Gaudenz, im selben Jahr erhielt er aber auch den Abschied wegen Krankheit. Er wurde 1807 noch Generalleutnant, kurz bevor er im Juni starb.

### Familie
Besser war zweimal verheiratet. Seine erste Frau wurde 1766 Helene Dorothea von der Schulenburg (1737–1781) aus dem Haus Piskaborn. Das Paar hatte folgende Kinder:
- Albertine Juliane Therese Tugendreich († 1844) ⚭ 1783 (Scheidung 1796) Christian Stephan von Schöning (1752–1802)[2] (Eltern von Kurd von Schöning)
- Wilhelm Heinrich (1771–1829)

⚭ 27. April 1792 (Scheidung 1802) Wilhelmine Louise von Borstell (1772–1859), die Tochter von Hans Friedrich Heinrich von Borstell
⚭ 02. September 1816 Carolina Antonie von Kleist (1790–1864)
- Ehrenreich Ludwig Wilhelm August (1777–1842), preußischer Oberstleutnant ⚭ Friederike Wilhelmine Friese (1788–1875)[1] (Eltern von Hermann von Besser)

Seine zweite Frau wurde 1783 Anna Amalie von Beneckendorf († 1809), verwitwete von Diericke.
Aus dieser Ehe ging die Tochter Amalie (1787–1822) hervor, die 1804 den preußischen Oberstleutnant und Herrn auf Marienhof im Kreis Fischhausen Christian von Graevenitz (1777–1847) heiratete.